# ディジー (小惑星)
ディジー（5831 Dizzy）は小惑星帯の小惑星である。北海道釧路で上田清二と金田宏が発見した。
モダン・ジャズの原型となるスタイル「ビバップ」を築いた功労者の一人、トランペット奏者のディジー・ガレスピーから命名された。